# Trainsurfing
Trainsurfing er en ulovlig ekstremsport, der går ud på at kravle rundt ude på toget mens det kører. Det er en "hobby", som mange mennesker dør af hvert år. I Indien er det meget normalt at trainsurfe, da deres toge er så proppede, men det er også der, at der sker flest ulykker.
Der er en stor trainsurfe scene i Rusland hvor der også dør mange. Men i forhold til Indien hvor de gør det, fordi de bliver nødt til det, så gør de det for sjov i Rusland. Mange af dem der gør det, gør det for adrenalin kicket eller respekten.
Der er mange forskellige måder at trainsurfe på. Nogle holder fast bag på, mens andre holder fast på siden af toget eller imellem to toge der er sat sammen. Det mest farlige er nok oppe på taget af toget da der er høj spændings ledninger. Kommer man for tæt på de ledninger, får man et voldsomt stød.
Der er ikke så mange der trainsurfer i Danmark. Der har været 2 dødsulykker ind til videre. Den ene var en dreng ved navn Martin Harris. Han var på vej hjem fra en fodbold kamp med nogle af hans venner den 12 maj, 2007. Da de havde kørt et stop med lokalbanen besluttede han sig for at kravle op på taget af toget. Han ramte en viadukt, der løb over jernbanen.
Den anden ulykke var to kammerater der var kravlet op på et regionaltog i Kolding. Da den 17-årige drengs ven skulle tage et billede tog drengen fast i køreledningen. Han fik 25.000 volt gennem sig. Han faldt der efter ned fra toget. Han døde lidt senere på hospitalet.
Der er også nogle, der freighttrain hopper hvilket betyder at hoppe på et godstog. Det er ikke for adrenalinkicket, men for at rejse. Det var meget normalt i gamle dage at hoppe på et godstog, hvis du for eksempel skulle til Tyskland. I dag er det en helt ny måde at rejse på. Men det er dog stadig ulovligt og ikke mindst farligt.